# Procusto

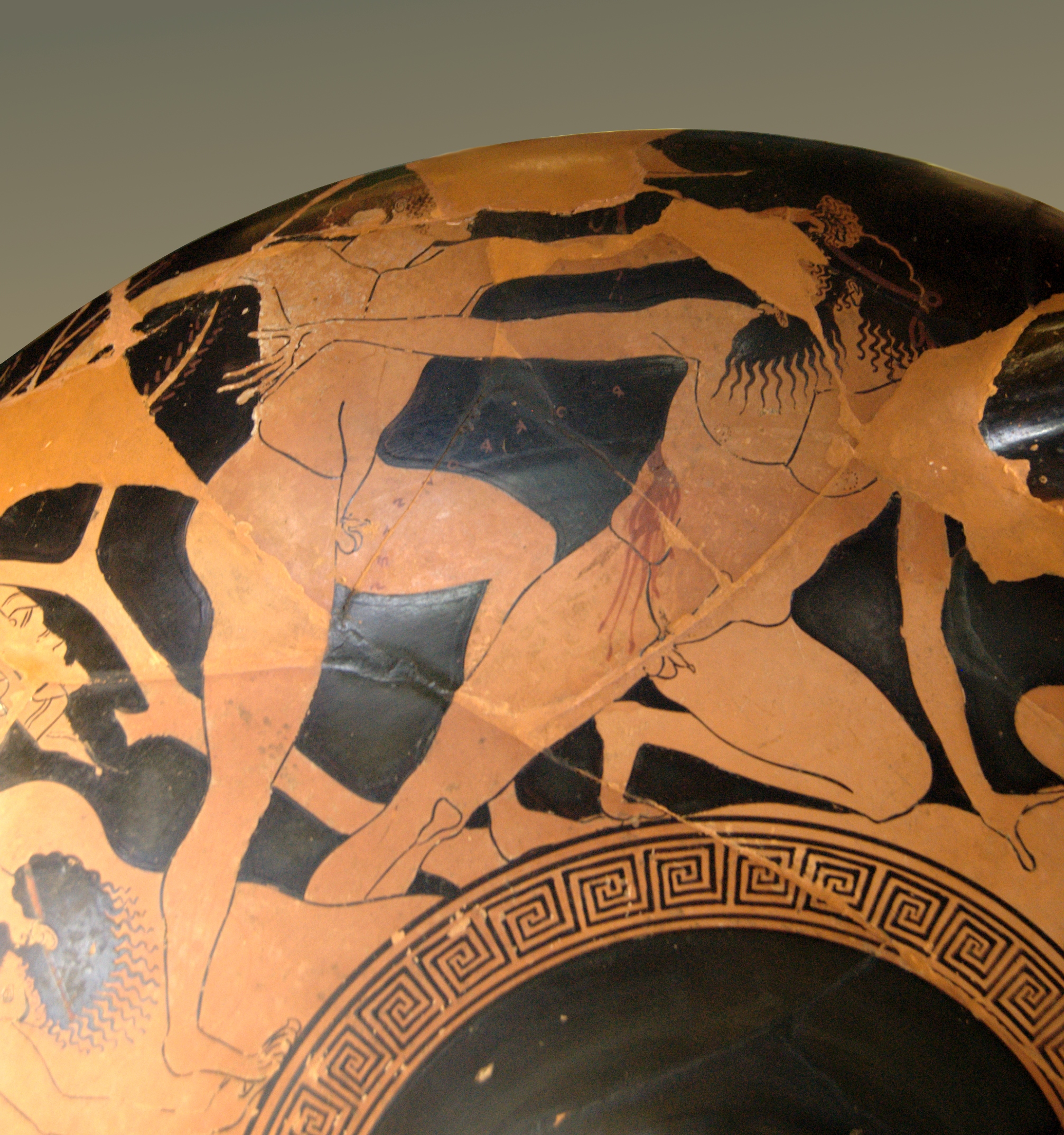
Teseo ataca a Procusto. Pintura anónima en el fondo de un kílix ático de figuras rojas (440 a. C.) encontrado en Vulci.

En la mitología griega, Procustes o Procusto (del griego antiguo Προκρούστης Prokroústês ‘estirador’), Damastes (‘avasallador’ o ‘controlador’) y Procoptas (‘cortador’) son sobrenombres de Polipemón (‘muchos daños’) o Pemón, que era un bandido y posadero que tenía una posada en el Ática o, según otras versiones, a las afueras de Eleusis). Se le consideraba hijo de Poseidón, y con su esposa Silea fue padre de Sinis. Fue uno de los malhechores muertos por Teseo.

## Mito
Procusto tenía su casa en las colinas, donde ofrecía posada al viajero solitario. Allí lo invitaba a tumbarse en una cama de hierro donde, mientras el viajero dormía, lo amordazaba y ataba a las cuatro esquinas del lecho. Si la víctima era alta y su cuerpo era más largo que la cama, procedía a aserrar las partes del cuerpo que sobresalieran: los pies y las manos o la cabeza. Si, por el contrario, era de menor longitud que la cama, lo descoyuntaba a martillazos hasta estirarlo (de aquí viene su nombre). Según otras versiones, nadie coincidía jamás con el tamaño de la cama porque Procusto poseía dos, una muy larga y otra demasiado corta, o bien una de longitud ajustable.
Procusto continuó con su reinado de terror hasta que se encontró con el héroe Teseo, quien invirtió el juego, retando a Procusto a comprobar si su propio cuerpo encajaba con el tamaño de la cama. Cuando el posadero se hubo tumbado, Teseo lo amordazó y ató a la cama y, allí, lo torturó para «ajustarlo» como él hacía a los viajeros, cortándole a hachazos los pies y la cabeza. Matar a Procusto fue la última aventura de Teseo en su viaje desde Trecén (su aldea natal del Peloponeso) hasta Atenas.

## Usos derivados

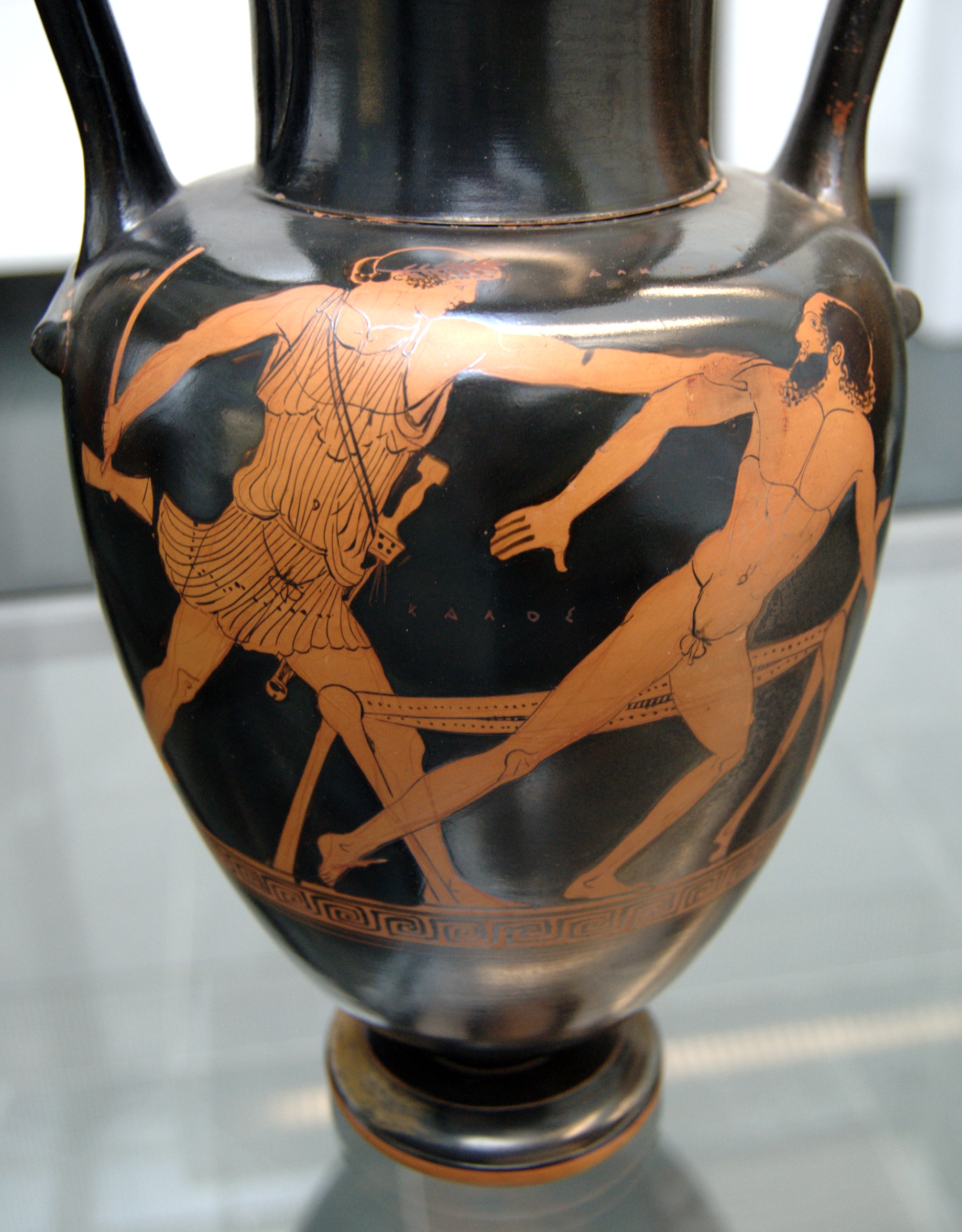
Teseo (vestido con ropas transparentes) y Procusto (casi acostado en su famoso lecho); lado A de un ánfora ática de figuras rojas (470 a. C.) pintada por Alquímaco, proveniente de Nola (cerca de Nápoles)

Procusto se ha convertido en un símbolo de conformismo y uniformización. 
- El «lecho de Procusto»[6] es una forma proverbial o norma arbitraria para la que se fuerza una conformidad exacta. Se aplica también a aquella falacia pseudocientífica en la que se tratan de deformar los datos de la realidad, para que se adapten a una hipótesis preconcebida.
- En medicina y psiquiatría un Síndrome de Procusto define la intolerancia a la diferencia, cuando alguien quiere que todo se ajuste a lo que dice o piensa.[10]
- En matemática,[11] el análisis de Procusto es el nombre que se da al proceso de aplicar una transformación euclidiana que conservan la forma a un conjunto de éstas, para eliminar así las diferencias de traslación, rotación y escala entre ellas y llevarlas a un marco de referencia común. De igual forma se aplica por extensión de su campo de aplicación a un método estadístico que puede emplearse para comparar las formas de objetos, o los resultados de encuestas, entrevistas o paneles.
- En informática, una cadena procusteana es una cadena de longitud fija en las que se almacena texto de diversa longitud. Si el texto a guardar es demasiado corto, se rellena el resto de la cadena, con blancos o nulos. Si es demasiado largo, se trunca. El término se hizo popular en cierta medida por su uso y explicación en el manual de usuario del Sinclair ZX81. Aunque no logró popularidad, aparece en algunas referencias (FOLDOC).
- En diseño y en otras áreas, se denomina procústeo o procustiano a aquello opuesto a lo ergonómico, es decir, que parte de la idea de que es la persona quien debe adaptarse a los objetos y no al revés.[12]